# El aroma del pasto recién cortado
El aroma del pasto recién cortado (internationaler englischsprachiger Titel The Freshly Cut Grass) ist ein Filmdrama von Celina Murga. Die Weltpremiere des Films mit Marina de Tavira und Joaquín Furriel in den Hauptrollen als Arbeitskollegen mittleren Alters, deren Leben sehr ähnlich verlaufen und sich beide in eine außereheliche Affäre flüchten, erfolgte im Juni 2024 beim Tribeca Film Festival. El aroma del pasto recién cortado ist eine Koproduktion von Argentinien, Uruguay, Deutschland, Mexiko und den USA.

## Handlung
Die Geologieprofessorin Natalia ist Mutter zweier Töchter und kann eine großartige akademische Karriere vorweisen. Ihre Ehe mit ihrem Mann Hernán ist allerdings nicht mehr so glücklich, wie sie einst war. Sie ist von dem attraktiven Doktoranden Gonzalo angetan. Pablo, Natalias Arbeitskollege an der Universität von Buenos Aires, befindet sich in einer ganz ähnlichen familiären Situation. Er hat zwei Söhne mit seiner Frau Carla. Pablo durchlebt gerade eine Midlife-Crisis und hat eine Affäre mit der Studentin Luciana begonnen.

## Produktion

### Regie und Drehbuch
„Argentinien ist mein Geburtsort und mein Zuhause, ein Ort, an dem ich mich mit menschlichem Verhalten auskenne und über den ich gerne spreche. [...] Für mich geht es in dem Film darum, wie wir miteinander umgehen, was es bedeutet, eine Familie zu sein und was es bedeutet, in einer langjährigen Ehe zu leben.“

Regie führte die Argentinierin Celina Murga, die gemeinsam mit Gabriela Larralde und Lucia Osorio auch das Drehbuch schrieb. Es handelt sich bei El aroma del pasto recién cortado nach Interior-Noche von 1999, Ana y los otros von 2003, Una semana solos von 2008, Escuela normal von 2012, Venice 70: Future Reloaded von 2013 und Das dritte Ufer des Flusses von 2014 um Murgas siebten Langfilm. Ihre Koautorin Larralde war zuletzt für das Filmdrama Elena weiß Bescheid von Anahí Berneri tätig. Als sie 2018 mit den Arbeiten am Drehbuch begonnen hatten, sei die Familie in Argentinien ein Thema gewesen, ebenso die Unterschiede und Gemeinsamkeiten von Männern und Frauen, so Murga.

### Besetzung und Dreharbeiten

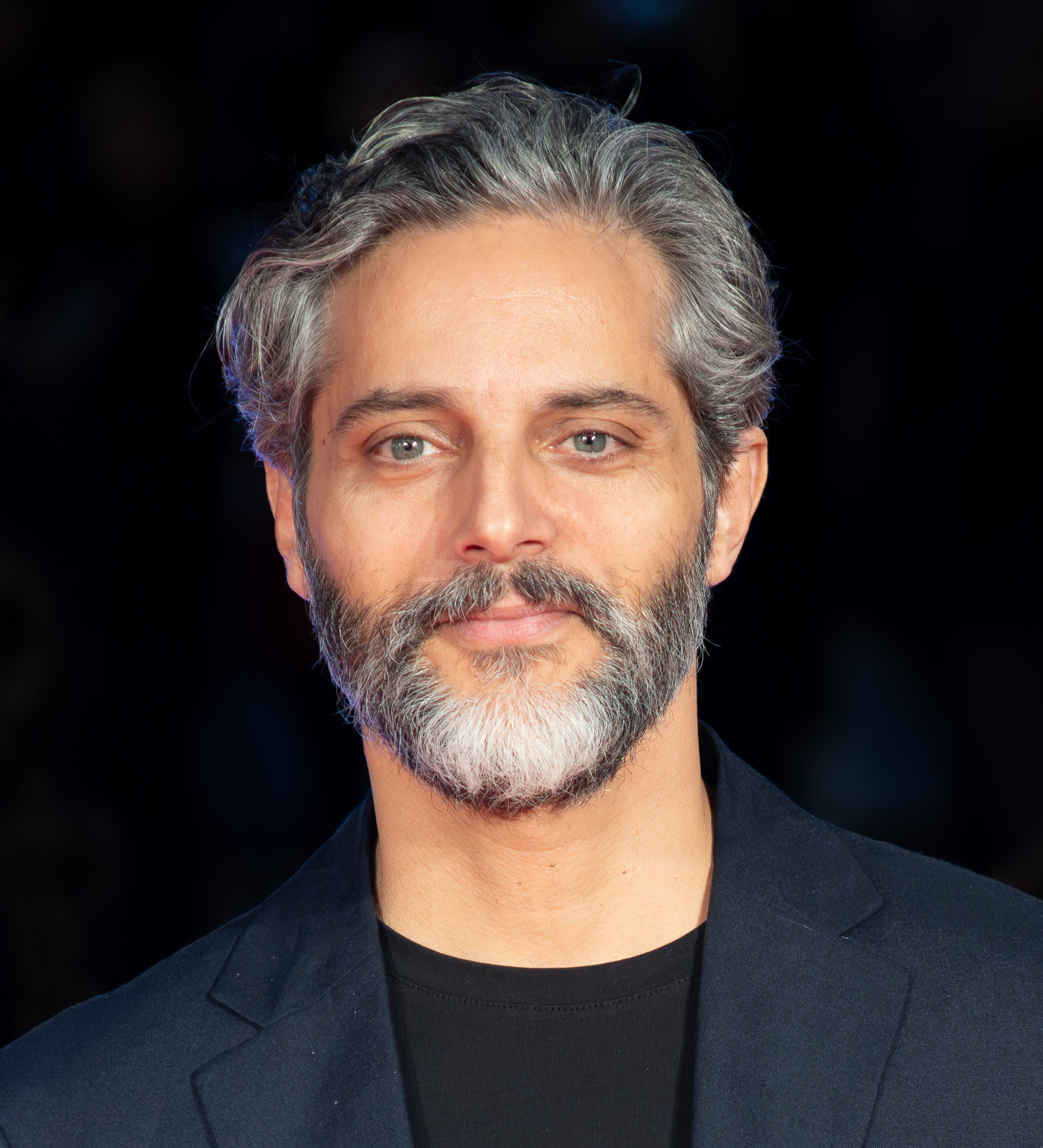
Joaquín Furriel spielt Pablo

Die Mexikanerin Marina de Tavira und der Argentinier Joaquín Furriel spielen in den Hauptrollen Natalia und ihren Kollegen Pablo. Alfonso Tort spielt Natalias Ehemann Hernán und Romina Peluffo Pablos Ehefrau Carla. Emanuel Parga spielt den Doktoranden Gonzalo und Verónica Gerez die Studentin Luciana. Weiter auf der Besetzungsliste finden sich Alfonso Tort und Romina Peluffo. Das Casting übernahm María Laura Berch.
Die Dreharbeiten sollten ursprünglich im Jahr 2020 beginnen, mussten aber aufgrund der Coronavirus-Pandemie verschoben werden. Letztlich fanden sie unter mit der Pandemie bedingten Einschränkungen etwas mehr als fünf Wochen an Drehorten in Argentiniens Hauptstadt Buenos Aires und in Montevideo in Uruguay statt. Kameramann Lucio Bonelli arbeitete in der Vergangenheit mit Regisseuren und Regisseurinnen wie Santiago Amigoréna und Ana Piterbarg zusammen.

### Filmmusik und Veröffentlichung
Die Filmmusik komponierten Luciano Supervielle und der Argentinier Gabriel Chwojnik. Zu Chwojniks vorherigen Arbeiten gehören Los tonos mayores von Ingrid Pokropek und der Dokumentarfilm Der Schatten des Kommandanten von Daniela Völker.
Die Premiere des Films fand am 8. Juni 2024 beim Tribeca Film Festival statt. Im September 2024 wurde er beim San Sebastian International Film Festival gezeigt. Ende Januar, Anfang Februar 2025 wurde der Film beim Göteborg Film Festival vorgestellt. Ende Juni, Anfang Juli 2025 wird er beim Filmfest München gezeigt.

## Rezeption

### Kritiken
Von den bei Rotten Tomatoes aufgeführten Kritiken sind alle positiv.

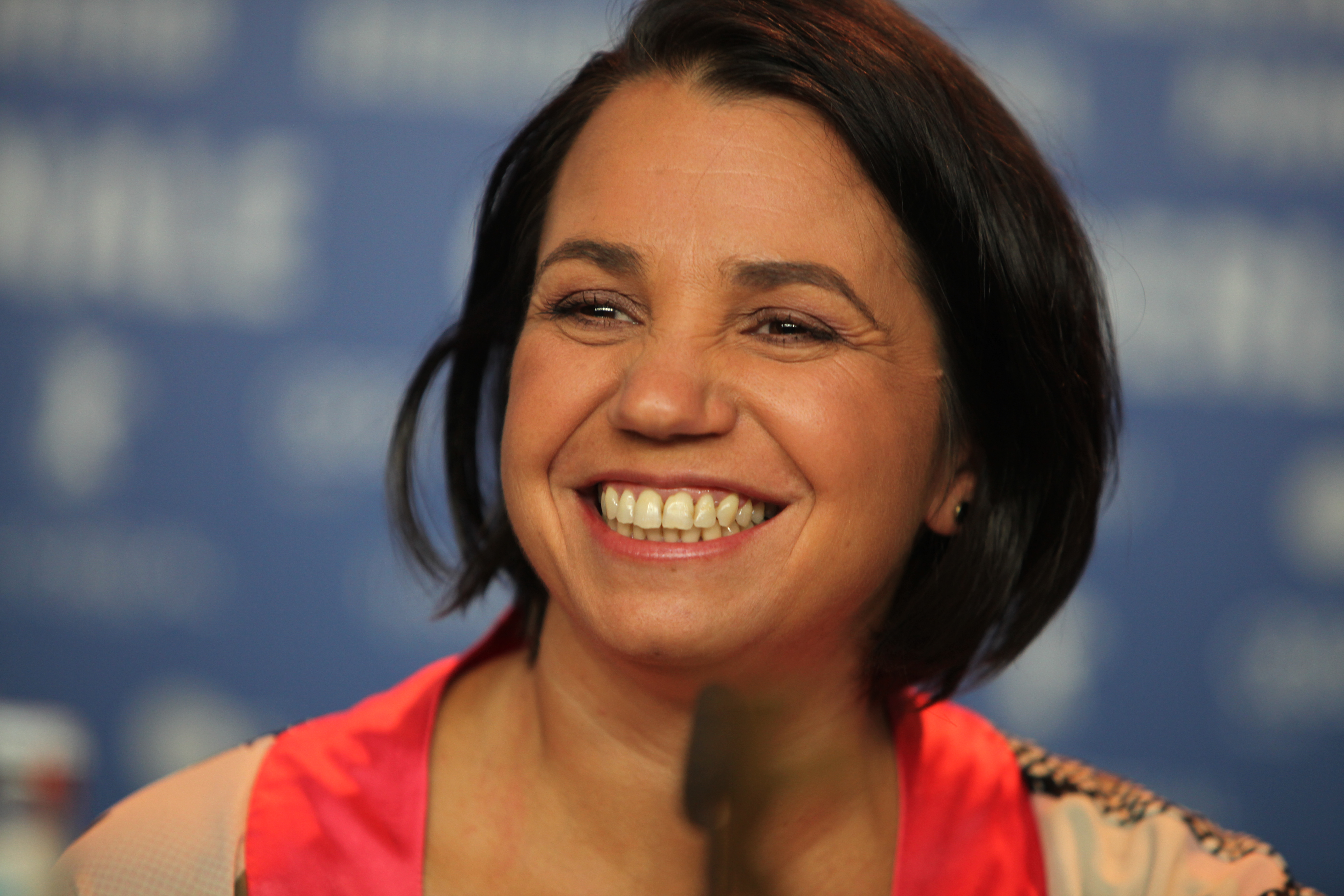
Regisseurin Celina Murga

Owen Gleiberman schreibt in seiner Kritik bei Variety, in Celina Murgas Film sei nicht der leiseste Hauch eines moralischen Urteils zu finden. Die Haltung der Filmemacherin scheine zu sein: „Unser Leben ist im gegenwärtigen Klima so furchtsam und streitsüchtig und chaotisch, so verstrickt in der neuesten Folge des Geschlechterkriegs, dass wohl keiner etwas dagegen habe könne, wenn ein wenig Untreue nötig ist, um die Dinge aufzumischen.“ Diese weltliche, fast neutrale Sicht auf das Thema Ehebruch habe jedoch eine dramatische Kehrseite. Während Filme wie Die Liebenden oder Untreu eine hochspannungsgeladene Leidenschaft ausstrahlten, sei El aroma del pasto recién cortado unerbittlich kühl und besonnen.

### Auszeichnungen
Filmfest München 2025
- Nominierung im Wettbewerb CineCoPro[10]

San Sebastian International Film Festival 2024
- Nominierung in der Sektion Horizontes Latinos[11]

Tribeca Film Festival 2024
- Auszeichnung für das Beste Drehbuch im International Feature Competition (Celina Murga, Juan Villegas und Lucía Osorio)[12]